# Касымов, Марлен Жумабаевич
Марлен Жумабаевич Касымов (17 января 1973) — киргизский футболист, полузащитник и защитник. Выступал за сборную Кыргызстана.

## Биография

### Клубная карьера
В чемпионате Кыргызстана дебютировал в первом сезоне после распада СССР в составе клуба «Ала-Тоо» (Нарын). Затем несколько лет играл в низших лигах, а в 1996 году выступал за ещё одного аутсайдера — бишкекский «Шумкар-Дастан».
С 1997 года выступал за «Дордой» (некоторое время клуб носил название «Дордой-Динамо»). В 1997—1998 годах играл в первой лиге, с 1999 года — в высшей лиге. Становился чемпионом Кыргызстана (2004—2007) и бронзовым призёром (2001—2003), обладателем Кубка страны (2004—2006). В высшей лиге Кыргызстана в составе «Дордоя» забил 59 голов, в том числе 21 гол — в сезоне 2003 года. Победитель (2006, 2007) и финалист (2005) Кубка президента АФК.
После окончания профессиональной карьеры играл в соревнованиях по мини-футболу, а также в турнирах ветеранов.

### Карьера в сборной
В национальной сборной Кыргызстана сыграл единственный матч 29 ноября 2003 года в отборочном турнире чемпионата мира против Пакистана, заменив на 54-й минуте Рината Ишмакова.